# Kot (taal)
Het Kot of Kott (Кот, Russisch: Коттский язык) is een dode taal uit de familie van de Jenisej-talen die tot ongeveer 1850 gesproken werd aan de oevers van de rivier de Mana, een zijrivier van de Jenisej. Sommige taalkundigen geloven dat het Asien, een andere dode taal, een dialect was van het Kot. De taal is nauw verwant aan het Ket, een taal die nog steeds gesproken wordt verder stroomafwaarts aan de Jenisej.
In 1958 publiceerde Matthias Castrén een Ket-woordenboek, waarin ook informatie over het Kot stond.